# Carolin Simon
Carolin Simon (Kassel, 24 november 1992) is een voetbalspeelster uit Duitsland. Ze speelt als verdediger voor FC Bayern München in de Bundesliga.

## Clubcarrière
Simon begon haar voetbalcarrière bij GSV Eintracht Baunatal en verhuisde in de zomer van 2008 naar derde divisieclub TSV Jahn Calden. Op 1 januari 2010 voegde ze zich bij Hamburger SV, actief in de Bundesliga. Voor de club uit Noord-Duitsland kwam ze tot 46 optredens in twee en halfjaar. Hierin scoorde ze zes doelpunten. Nadat HSV terug werd gezet naar de Regionalliga, tekende Simon voor het seizoen 2012/13 een contract bij VfL Wolfsburg. In Wolfsburg kwam ze slechts tot twee optredens in de DFB Pokal. In januari 2013 kwamen Simon en VfL Wolfsburg in onderling overleg tot een contractontbinding. Kort daarna tekende Simon een contract tot medio 2016 bij Bayer 04 Leverkusen. In Leverkusen wist ze wel een vaste basisplaats af te dwingen in de volgende drie en half seizoenen en won ze in 2015 de laatste DFB Hallenpokal. Nadat Simon haar contract af was gelopen, werd ze voorafgaand aan het seizoen 2016/17 gecontracteerd door SC Freiburg.
In het seizoen 2018/19 kwam Simon in Frankrijk uit voor Olympique Lyon. Hierna keerde ze terug in Duitsland bij FC Bayern München. Hier staat ze onder contract tot medio 2026.

## Statistieken
| Seizoen | Club                 | Land      | Competitie          | Wedstrijden | Doelpunten |
| ------- | -------------------- | --------- | ------------------- | ----------- | ---------- |
| 2009/10 | Hamburger SV         | Duitsland | Bundesliga          | 9           | 0          |
| 2010/11 | Hamburger SV         | Duitsland | Bundesliga          | 19          | 4          |
| 2011/12 | Hamburger SV         | Duitsland | Bundesliga          | 20          | 2          |
| 2012/13 | VfL Wolfsburg        | Duitsland | Bundesliga          | 0           | 0          |
| 2012/13 | Bayer 04 Leverkusen  | Duitsland | Bundesliga          | 8           | 2          |
| 2013/14 | Bayer 04 Leverkusen  | Duitsland | Bundesliga          | 20          | 1          |
| 2014/15 | Bayer 04 Leverkusen  | Duitsland | Bundesliga          | 20          | 2          |
| 2015/16 | Bayer 04 Leverkusen  | Duitsland | Bundesliga          | 22          | 1          |
| 2016/17 | SC Freiburg          | Duitsland | Bundesliga          | 22          | 3          |
| 2017/18 | SC Freiburg          | Duitsland | Bundesliga          | 13          | 2          |
| 2018/19 | Olympique Lyon       | Frankrijk | Division 1 Féminine | 13          | 0          |
| 2019/20 | FC Bayern München    | Duitsland | Bundesliga          | 19          | 3          |
| 2020/21 | FC Bayern München    | Duitsland | Bundesliga          | 17          | 1          |
| 2021/22 | FC Bayern München    | Duitsland | Bundesliga          | 16          | 2          |
| 2022/23 | FC Bayern München    | Duitsland | Bundesliga          | 16          | 2          |
| 2023/24 | FC Bayern München    | Duitsland | Bundesliga          | 2           | 1          |
| 2024/25 | FC Bayern München    | Duitsland | Bundesliga          | 17          | 3          |
| 2023/24 | FC Bayern München II | Duitsland | Tweede Bundesliga   | 1           | 0          |
| Totaal  | Totaal               | Totaal    | Totaal              | 254         | 29         |

Laatste update: 28 maart 2025

## Interlandcarrière

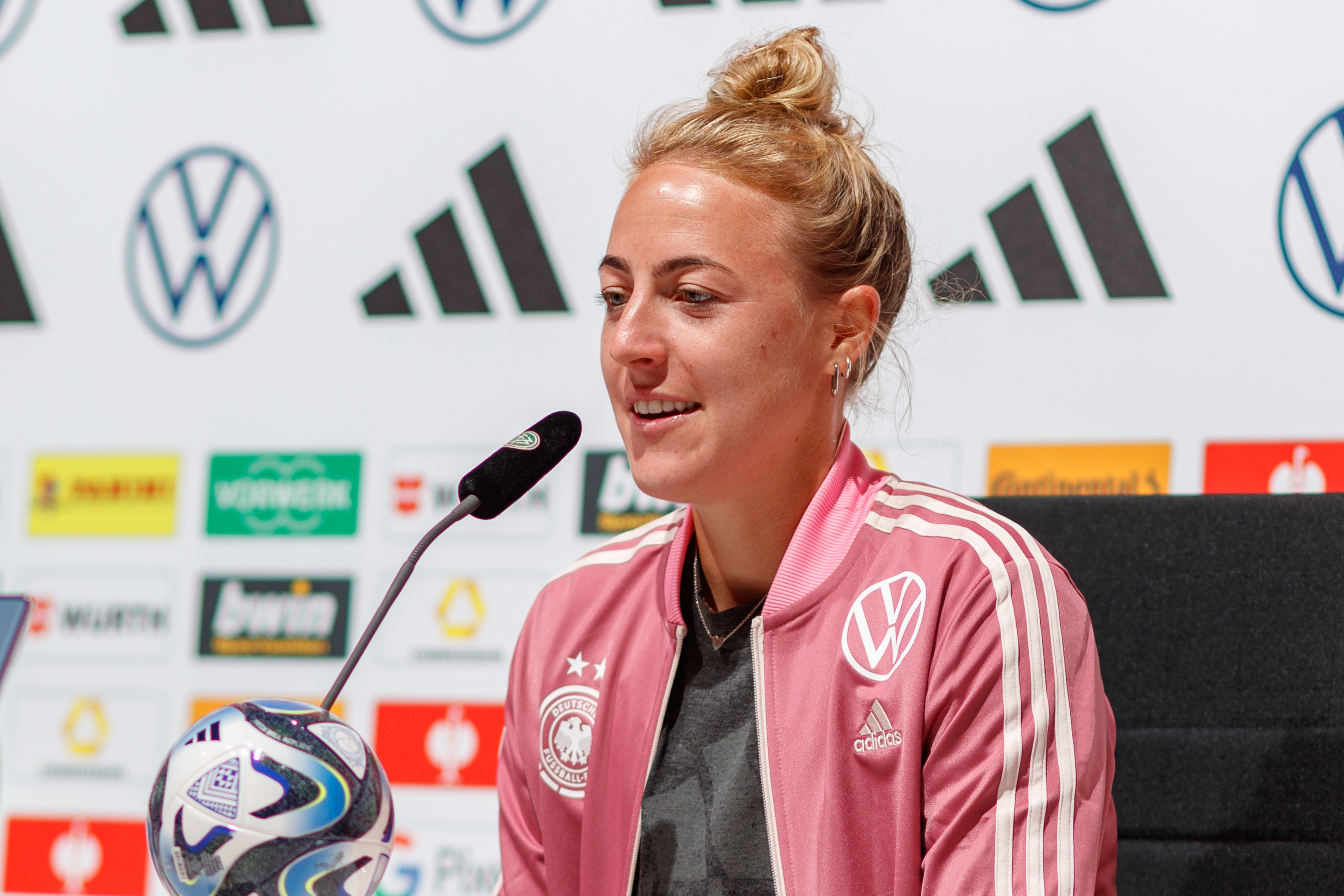
Simon tijdens een persconferentie in de voorbereiding op het WK 2023

Simon werd in november 2016 voor het eerst opgeroepen voor het Duitse nationale team voor een vriendschappelijke wedstrijd tegen Noorwegen. Diezelfde maand debuteerde ze door in te vallen voor Lina Magull in een 1-1 gelijkspel. Simon maakte haar eerste twee interlanddoelpunten in Tórshavn tegen Faeröer in de kwalificatiereeks voor het WK 2019. Door bondscoach Martina Voss-Tecklenburg werd se opgenomen in de Duitse selectie voor op het WK 2019. Na dit eindtoernooi maakte ze twee jaar lang geen onderdeel uit van de selectie. In het najaar van 2022 volgde een nieuwe oproep voor een internationaal toernooi in de Verenigde Staten. In een voorbereidingswedstrijd voor het WK 2023 scheurde Simon haar kruisband waardoor ze niet kon deelnemen aan het eindtoernooi in Australië en Nieuw-Zeeland.